# Givétien

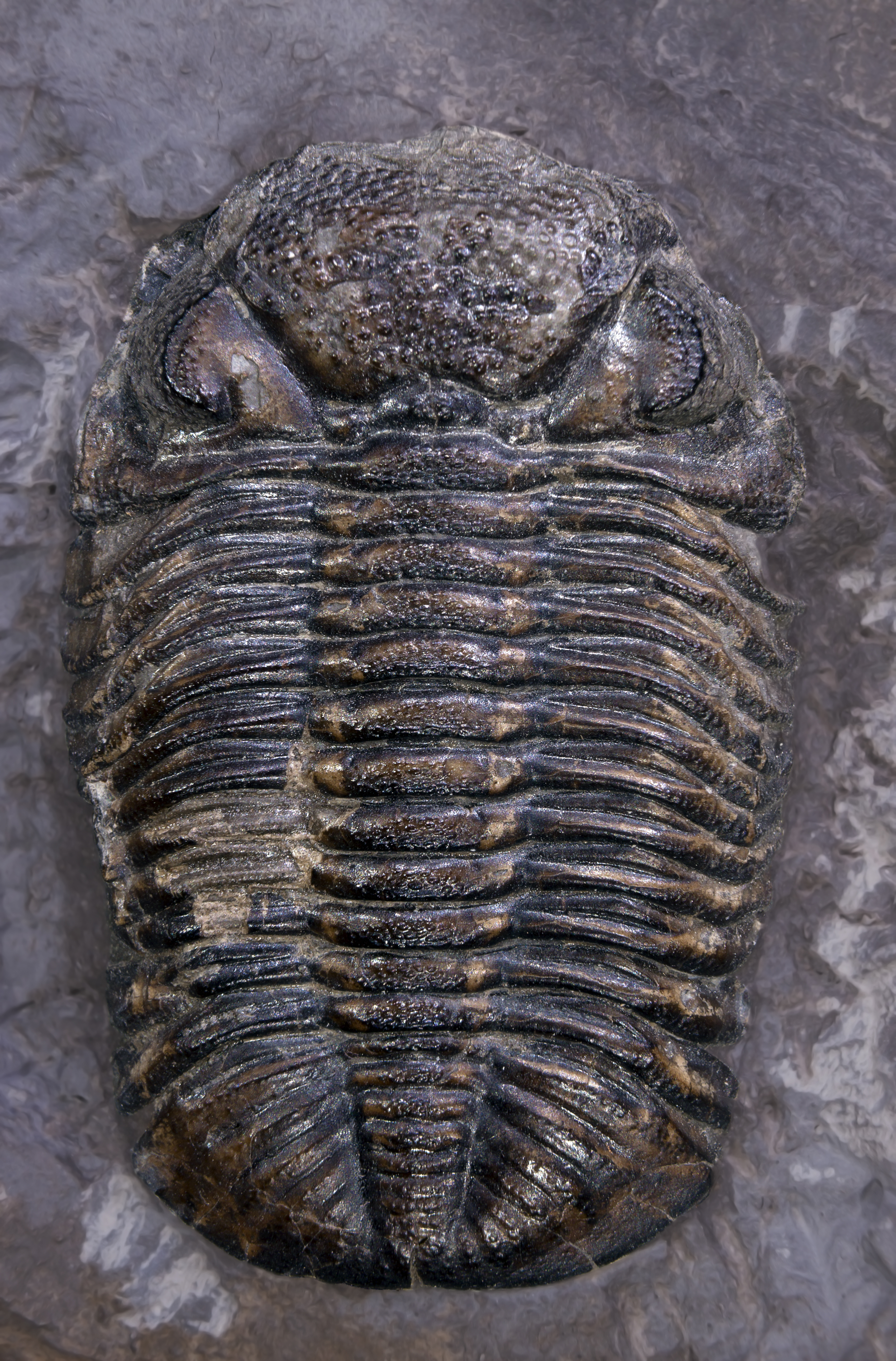
Phacops rana État de New York

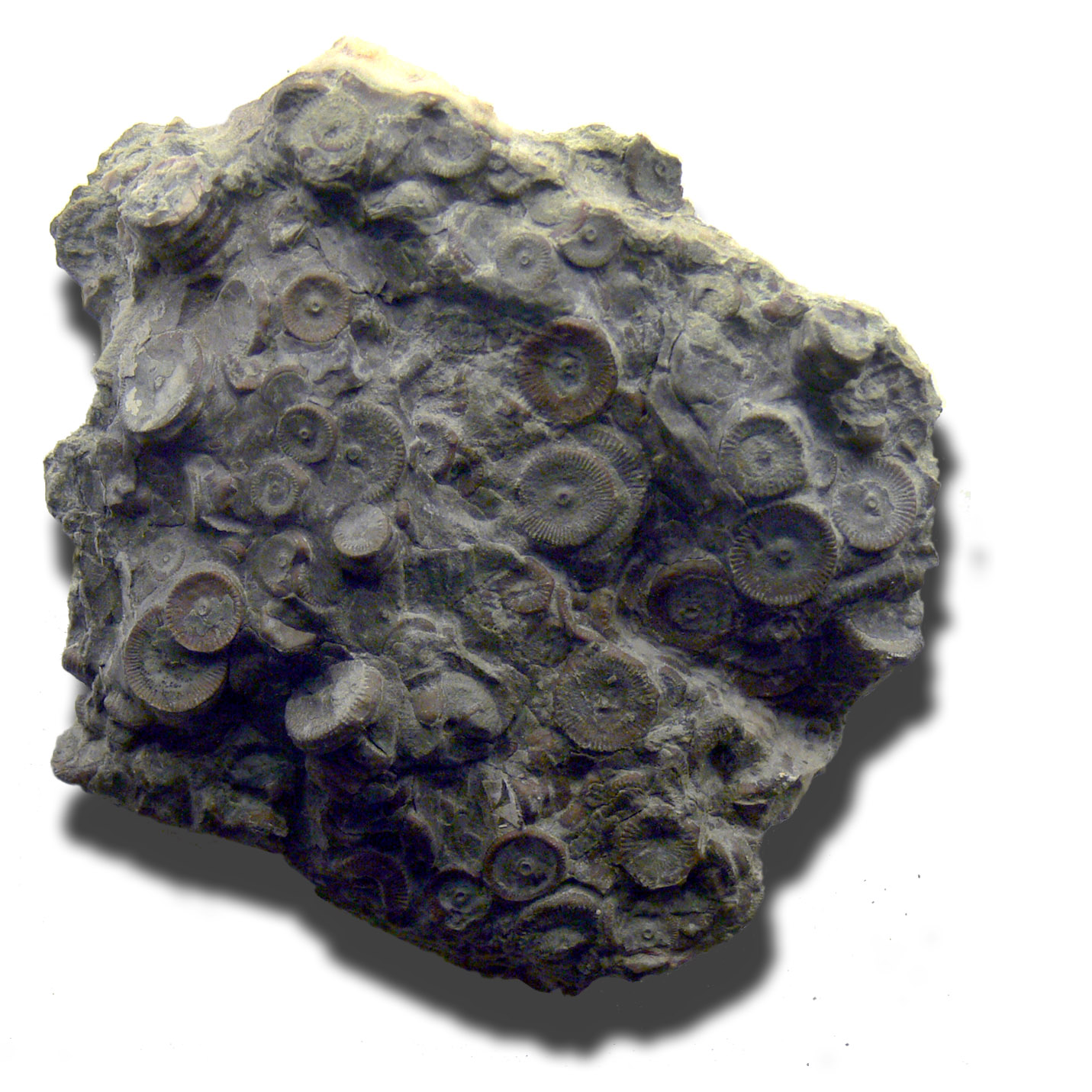
Laudonomphalus regularis Ferques (Pas-de-calais, France) Musée d'Histoire Naturelle de Lille

Stratigraphie
Eifélien Frasnien
Dévonien supérieur
Le Givétien est un étage du Dévonien moyen, dans l'ère Paléozoïque. Il s'étend de 387.95 ± 1.04 à 382.31 ± 1.36 millions d'années,.

## Inventeur et étymologie
Le Givétien a été décrit par le géologue français Jules Gosselet en 1879 qui l'a nommé en référence à Givet, ville française de la pointe des Ardennes située près de la frontière avec la Belgique.